# Philippe Delrieu
Pour les articles homonymes, voir Delrieu.
Philippe Delrieu, né le 10 août 1959 à Tarbes, est un escrimeur français pratiquant le sabre.  Membre de l’équipe de France de sabre emmenée par Jean-François Lamour, il est médaillé aux Jeux olympiques de 1984.

## Palmarès
- Jeux olympiques
  -  Médaille d'argent au sabre par équipes aux Jeux olympiques de 1984 à Los Angeles
- Jeux olympiques
  - 4e au sabre individuel aux jeux olympiques de 1988 à Séoul